# Bischbrunn
Bischbrunn ist eine Gemeinde im unterfränkischen Landkreis Main-Spessart und ein Mitglied der Verwaltungsgemeinschaft Marktheidenfeld.

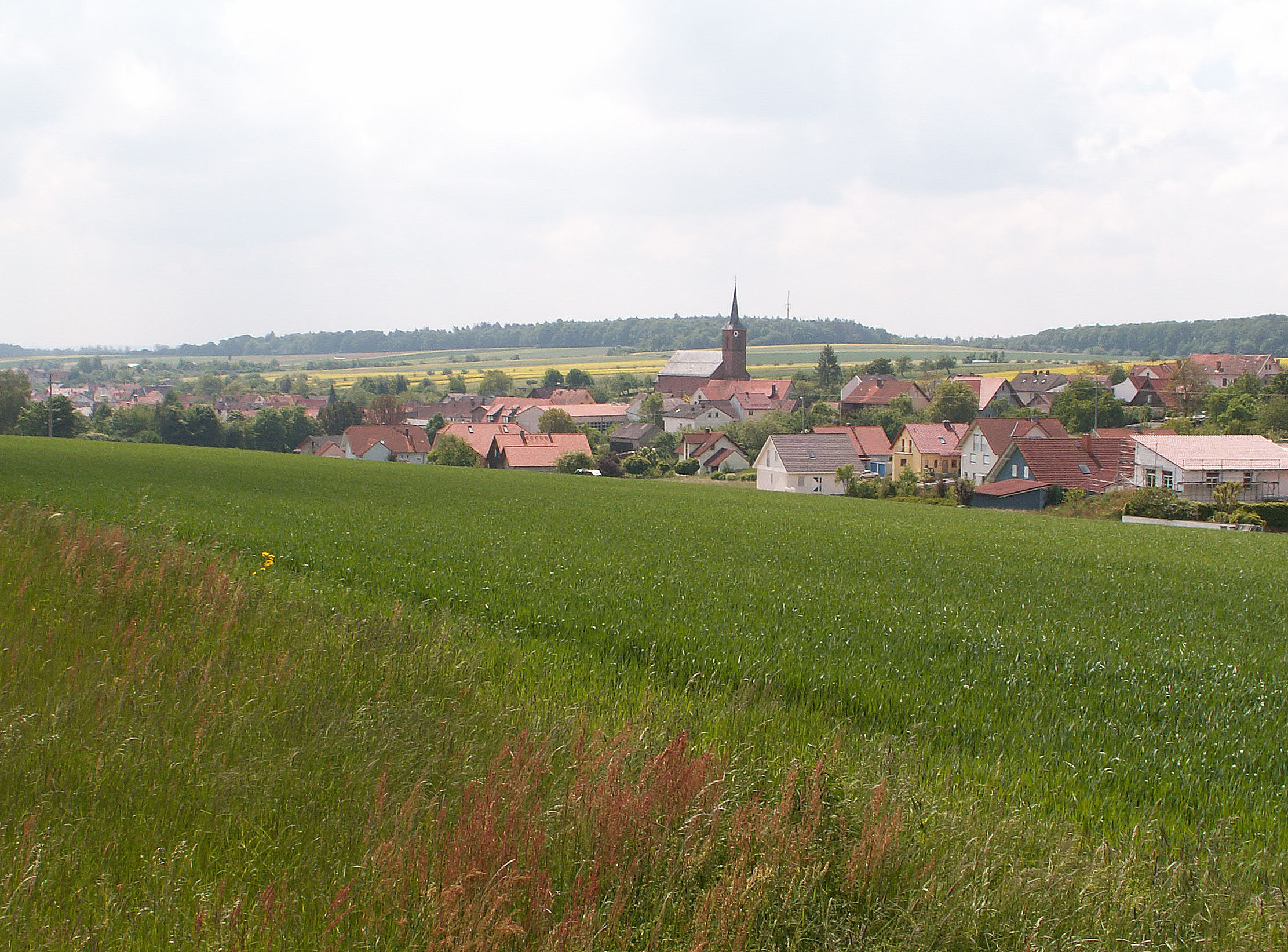
Bischbrunn von Norden

## Geografie

### Geografische Lage
Im Ort entspringt der Esselbach, der über den Wachenbach der Hafenlohr zufließt. Der topographisch höchste Punkt der Gemeinde befindet sich mit 586 m ü. NHN (Lage) auf dem Gipfel des Geiersberges, der höchsten Erhebung des Spessarts. Der niedrigste liegt am Haslochbach, in der Nähe der Zwieselmühle auf 229 m ü. NHN (Lage).

### Gemeindegliederung
Bischbrunn hat acht Gemeindeteile (in Klammern ist der Siedlungstyp angegeben), die sich teils auf der Gemarkung Bischbrunn, teils auf der Gemarkung Oberndorf befinden:
- Bischbrunn (Pfarrdorf)
- Neubau (Einöde)
- Oberndorf (Kirchdorf)
- Schleifhof (Einöde)
- Schleifmühle (Einöde)
- Straßlücke (Weiler)
- Sylvan im Weihersgrund (Einöde)
- Torhaus Aurora (Einöde)

Der Weiler Breitsol ist kein Gemeindeteil.
Es gibt die Gemarkungen Bischbrunn, Bischbrunner Forst, Fürstl. Löwenstein’scher Park (nur Gemarkungsteil 0) und Oberndorf.

### Nachbargemeinden
| Rohrbrunner Forst (Gemeindefreies Gebiet) | Fürstlich Löwensteinscher Park (Gemeindefreies Gebiet) |                    |
| Gemeinde Altenbuch                        | Kompassrose, die auf Nachbargemeinden zeigt            | Gemeinde Esselbach |
|                                           | Gemeinde Schollbrunn                                   |                    |

## Name

### Etymologie
Der Name Ortsname besteht aus den mittelhochdeutschen Wörtern Bischof und Brunne. Es bedeutet Bischofsquelle und geht auf einen Mainzer Erzbischof zurück. Nach der Beschreibung in der Gründersage ist wohl damit der Kändelsbrunnen gemeint.

### Frühere Schreibweisen
Frühere Schreibweisen des Ortes aus diversen historischen Karten und Urkunden:
- 1423 Bischofbrunnen
- 1791 Bischbrun
- 1819 Bischbrunn

## Geschichte

### Bis zur Gemeindegründung
Als Teil des Erzstiftes Mainz fiel Bischbrunn im Reichsdeputationshauptschluss 1803 an das neugebildete Fürstentum Aschaffenburg, mit welchem es 1814 zu Bayern kam. Im Zuge der Verwaltungsreformen in Bayern entstand mit dem Gemeindeedikt von 1818 die heutige Gemeinde.

### Verwaltungsgeschichte
Im Jahre 1862 wurde das Bezirksamt Marktheidenfeld gebildet, auf dessen Verwaltungsgebiet Bischbrunn lag. 1939 wurde reichsweit die Bezeichnung Landkreis eingeführt. Bischbrunn war nun eine der 47 Gemeinden im Landkreis Marktheidenfeld. Mit der Auflösung des Landkreises Marktheidenfeld kam Bischbrunn am 1. Juli 1972 in den neu gebildeten Landkreis Mittelmain, der zehn Monate später seinen endgültigen Namen Landkreis Main-Spessart erhielt.

### Eingemeindungen
Im Zuge der Gebietsreform in Bayern wurde am 1. Mai 1978 die Gemeinde Oberndorf (mit Neubau und Sylvan im Weihergrund) eingegliedert. Auf Antrag der Gemeinde wurde durch Verordnung der Regierung von Unterfranken zum 1. Januar 2009 das bisher gemeindefreie Gebiet „Bischbrunner Forst“ mit 28,22 km² Fläche neues Hoheitsgebiet der Gemeinde Bischbrunn. Das Gemeindegebiet umfasst jetzt 36,18 km² mit dem 586 m hohen Geiersberg, der höchsten Erhebung des Spessarts. Dieser ist weithin sichtbar durch den Sender Breitsol.

### Ausgemeindungen
Am 1. Januar 2008 wurde Kropfbrunn in die Gemeinde Altenbuch ausgemeindet. Bereits früher war die Zwieselmühle zur Gemeinde Schollbrunn umgegliedert worden.

### Einwohnerentwicklung
Im Zeitraum 1988 bis 2018 stieg die Einwohnerzahl von 1731 auf 1774 um 43 Einwohner bzw. um 2,5 %.
- 1961: 1633 Einwohner[8]
- 1970: 1855 Einwohner[8]
- 1987: 1723 Einwohner
- 1991: 1841 Einwohner
- 1995: 1904 Einwohner
- 2000: 1917 Einwohner
- 2005: 1866 Einwohner
- 2010: 1836 Einwohner
- 2015: 1796 Einwohner

### Gründersage Bischbrunn
Am Fuße des Geyersberges, der höchsten Höhe des Spessartwaldes, zog von Alters her der Hauptverkehrsweg zwischen Aschaffenburg und Marktheidenfeld. Die Mainzer Bischöfe, einst Besitzer des Spessarts, pflegten hier oben nicht nur die Jagd auf Rot- und Schwarzwild, sondern passierten diesen Weg auch auf Reisen nach dem benachbarten Würzburg.
Bei einer solchen Gelegenheit war es, dass auf diesem ungastlichen Weg, man traf damals stundenlang hier keine menschliche Ansiedlung, dem Gefolge des Bischofs die Getränke ausgingen. Die Reise war beschwerlich und beim Abstieg vom Geyersberg machte sich die Mittagssonne, die hell vom blauen Himmel niederschien, durch Erregung allgemeinen Durstgefühls bemerkbar. Auch der Bischof wünschte einen frischen Trunk.
Da fand ein waldeskundiger Diener unfern der Straße, halbwegs zwischen dem heutigen Torhaus Aurora und Strasslücke einen frisch sprudelnden Quell. Er füllte den Becher und reichte den ersten Trunk dem Bischof. Dieser kostete das erfrischende Nass, gab dem Diener den Becher zurück und befahl hochbefriedigt, dass man die Quelle fortan den Bischofsbrunnen nenne. Unterhalb desselben erhob sich bald ein Forsthaus und an dasselbe schloss sich nach und nach eine Ansiedlung an, die den gleichen Namen, nur abgekürzt, Bischbrunn, führt.

## Politik
Bürgermeister war von 2014, als er seinen bis dahin 30 Jahre amtierenden Vorgänger Richard Krebs ablöste, bis zu seinem frühen Tod am 23. April 2016 Joachim Engelhardt (Bürgerliste). Seit dem 25. August 2016 ist Agnes Engelhardt (Bürgerliste) Bürgermeisterin. Sie wurde am 15. März 2020 mit 87,6 % der Stimmen für weitere sechs Jahre gewählt.

### Wappen
| Wappen von | Blasonierung: „Gespalten von Silber und Rot; vorne ein aufrechter grüner Eichenzweig mit goldenen Eicheln, hinten ein silberner Ziehbrunnen mit goldener Kette und goldenem Eimer.“ |
| Wappen von | Wappenbegründung: Wappengeschichte: Der Brunnen steht redend für den Ortsnamen. Der Zweig stellt die Lage des Ortes im Spessart dar. Bischbrunn entstand im späten Mittelalter durch Rodung. Die Farben Silber und Rot sind die Farben des Kurstaates Mainz und weisen auf dessen Landesherrschaft von seinen Anfängen bis zum Ende des Alten Reichs 1803 hin. |

## Religion
Bischbrunn ist katholisch geprägt. Es gibt zwei Pfarrgemeinden.

## Wirtschaft und Infrastruktur

### Wirtschaft einschließlich Land- und Forstwirtschaft
2017 gab es in der Gemeinde 88 sozialversicherungspflichtige Arbeitsplätze. Von der Wohnbevölkerung standen 861 Personen in einem versicherungspflichtigen Beschäftigungsverhältnis. Damit war die Zahl der Auspendler um 773 Personen größer als die der Einpendler. 20 Einwohner waren arbeitslos. 2016 gab es acht landwirtschaftliche Betriebe.

### Bildung
Es gibt folgende Einrichtungen (Stand: 2018):
- Zwei Kindertageseinrichtungen mit 111 genehmigten Plätzen und 71 Kindern
- Eine Volksschule mit zehn Lehrkräften, sechs Klassen und 134 Schülern